# خلية جذعية

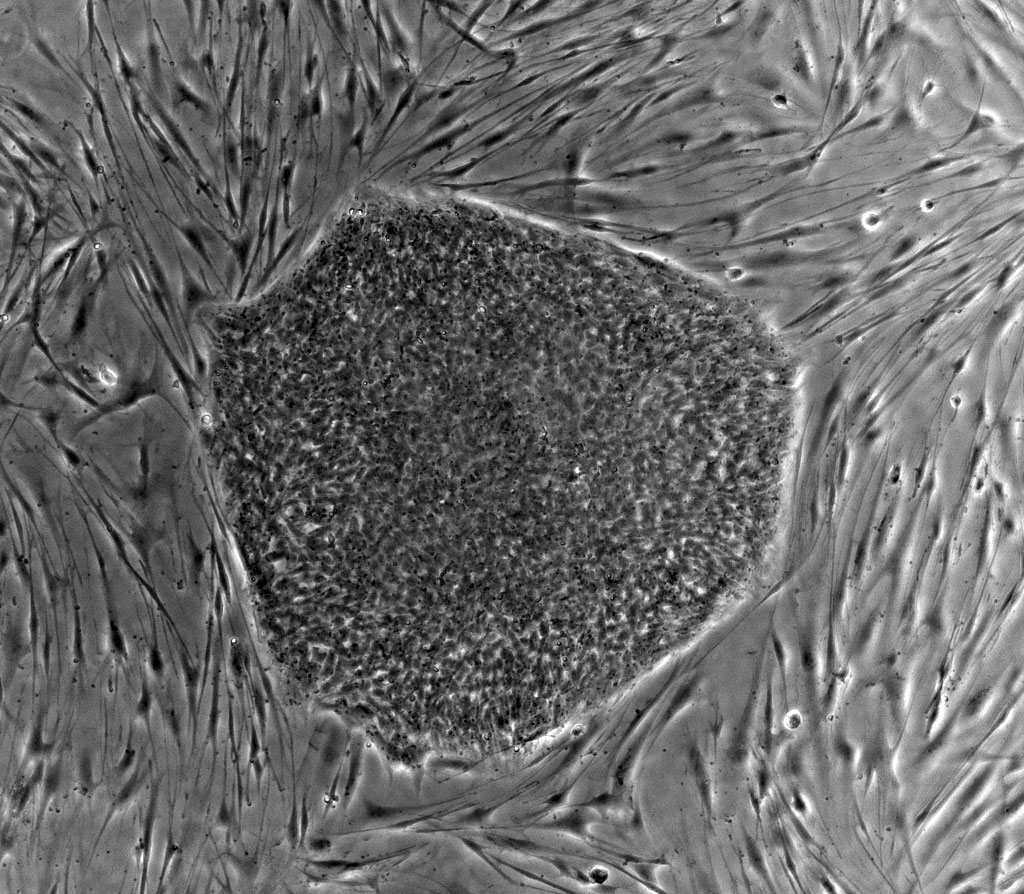
خلية جذعية بشرية

الخلايا الجذعية وتُسمّى أيضًا الخلايا الجذرية (بالإنجليزية: Stem Cells) هي خلايا غير متخصصة ولكن يمكنها أن تتمايز إلى خلايا متخصصة، مع تميزها بقدرتها على الانقسام لتجدد نفسها باستمرار.
يُعد اكتشاف الخلايا الجذعية من المكتشفات الطبية الحديثة نسبيًا، ويُعول عليها أن تكون مصدرًا مهمًّا في علاج الكثير من الأمراض المزمنة والإصابات الخطيرة، كأمراض الكلى والكبد والبنكرياس وإصابات الجهاز العصبي والجهاز العظمي.

## نمو الجنين والقدرة على التخصص
يبدأ تكوين الإنسان بتكون اللاقحة عندما يقوم الحيوان المنوي بإخصاب البويضة، هذه اللاقحة (البويضة المخصبة) تتكون من خلية واحدة ولكنها تمتلك القدرة الكاملة على تكوين أي نوع من أنواع الخلايا ولذلك تسمى خلية جذعية كاملة القدرة (بالإنجليزية: Totipotent Stem Cell)، تبدأ اللاقحة بالانقسام إلى مجموعة من الخلايا التي لها أيضًا القدرة الكاملة على التخصص، ويمكن لأي خلية من هذه الخلايا إذا زُرعت في رحم أنثى أن تكون جنينًا كاملًا مع الأنسجة المدعمة له ، تبدأ الخلايا كاملة القدرة بعد عدة دورات من الانقسام بالتخصص مكونة كرة مفرغة تسمى الحويصلة الجذعية (بالإنجليزية: Blastocyst)، ولهذه الحويصلة طبقة خارجية من الخلايا تكون المشيمة والأغشية المحيطة بالجنين المدعمة لنموه داخل الرحم، كما توجد في تجويف الكرة كتلة من الخلايا تسمى الكتلة الخلوية الداخلية (بالإنجليزية: Inner Cell Mass)، تُكون خلايا هذه الكتلة الجنين بجميع أنسجته وأعضائه لكنها وبخلاف الخلايا كاملة القدرة غير قادرة على تكوين كائن حي بمفردها بسبب كونها غير قادرة على تكوين الأنسجة المدعمة للجنين، وتُسمى الخلايا الجذعية وافرة القدرة (بالإنجليزية: Pluripotent Stem Cells) ، تتكاثر هذه الخلايا بالانقسام المتكرر ثم تبدأ بإنتاج خلايا جذعية متخصصة كخلايا الدم الجذعية التي تكون كل خلايا الدم وخلايا العضلات الجذعية التي تكون العضلات وخلايا الجلد الجذعية التي تكون كل خلايا الجلد، هذه الخلايا المتخصصة تُسمى الخلايا الجذعية متعددة القدرات (بالإنجليزية: Multipotent Stem Cells) وهي الخلايا التي تُوجد في الجسم.

## أنواع الخلايا الجذعية
تُصنف الخلايا الجذعية بناء على طريقة الحصول عليها إلى خلايا جذعية جنينية وخلايا جذعية بالغة ، وتتلخص الفروق بينهما في أن للخلايا الجذعية الجنينة قدرة أكبر على التخصص وبأنها تنتج إنزيم التيلوميريز (بالإنجليزية: Telomerase) والذي يساعدها على الانقسام باستمرار، في المقابل الخلايا الجذعية البالغة لا تُنتج هذا الإنزيم إلا بكميات ضئيلة أو على فترات متباعدة مما يجعلها محدودة العمر.

### الخلايا الجذعية الجنينية
يُحْصَل على الخلايا الجذعية الجنينية (بالإنجليزية: Embryonic Stem Cells) من الكتلة الخلوية الداخلية للحويصلة الجذعية ، وهي خلايا جذعية وافرة القدرة، وهي تمتلك القدرة على التخصص لأي نوع من الخلايا البشرية عدا خلايا المشيمة والأغشية المحيطة بالجنين.

### الخلايا الجذعية البالغة
تُوجد الخلايا الجذعية البالغة (بالإنجليزية: Adult Stem Cells) في الأطفال والبالغين على حد سواء ، وتتوزع في جميع أنحاء الجسم ، وهي مهمة لتعويضه عن الخلايا التي تموت بشكل طبيعي بعد انتهاء عمرها المحدد، ويقل عدد هذه الخلايا مع تقدم الإنسان في العمر.

## مصادر الخلايا الجذعية

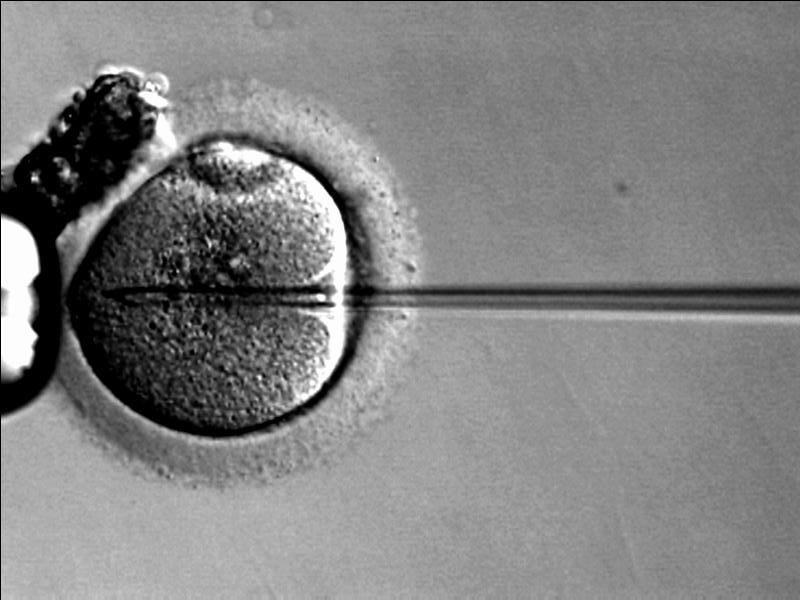
يمكن الحصول على الخلايا الجذعية من لقائح أطفال الأنابيب الفائضة.